# Raul Frederico Rato
Raúl Frederico Rato CvC • OA • ComA • MPBS • MOBS • OSE • MOCE (Lagos, 16 de Outubro de 1885 - Lagos, 4 de Março de 1950), foi um militar português.

## Biografia

### Nascimento
Raul Frederico Rato nasceu em 16 de Outubro de 1885, na cidade de Lagos, no distrito de Faro.

### Carreira militar
Entre 1904 e 1906, frequentou o curso de infantaria da Escola do Exército, que concluiu com distinção, e, de 1916 a 1917, ingressou no curso de estado-maior da Escola de Guerra. Serviu nos regimentos de infantaria 17 e 33, tendo, após a conclusão do curso de estado-maior, servido nos 3 quartéis-generais do Corpo Expedicionário Português em França. Regressou a território nacional nos finais de 1918.
Raul Frederico Rato fez parte do estado-maior das forças militares que reprimiram as revoltas após o assassinato de Sidónio Pais. Exerceu, igualmente, como subchefe do estado-maior da 1.ª Divisão do Exército, chefe da Delegação Divisionária da Direcção-Geral dos Transportes, em Viseu, durante a greve ferroviária de 1920, e subchefe do estado-maior dos destacamentos militares reunidos na Amadora em 1921 e 1922, para assegurarem a ordem pública durante os cercos à cidade de Lisboa. Nesses dois anos, também desempenhou a função de secretário da Comissão de Organização, sob as ordens de Sinel de Cordes, tendo sido o responsável pela elaboração do diploma de reorganização do exército, em 1926. Em 1924 ou 1925, realizou um levantamento da cidade de Lagos.
Após a Revolução de 28 de Maio de 1926, esteve integrado na repartição do Gabinete do Ministério da Guerra. Em seguida, ocupou a posição de chefe do estado-maior dos destacamentos reunidos em 1927 no Barreiro, e no ano seguinte em Vendas Novas e em Coina. Serviu no estado-maior do Governo Militar de Lisboa entre 1929 e 1934, tendo sido promovido a subchefe em 1932, e a chefe entre 1933 e 1934. Entre 1927 e 1934, também fez parte do corpo docente da Escola Central de Oficiais, tendo colaborado na elaboração do Regulamento do Serviço em Campanha, e desempenhado um papel importante nos estudos sobre o funcionamento e a organização dos serviços do exército em campanha. Também foi, entre 1930 e 1932, director de instrução na Escola Prática de Infantaria, em Mafra, tendo sido um dos principais colaboradores da redacção do Regulamento para a Instrução de Infantaria.
Colaborou, igualmente, com o coronel Pereira dos Santos na reorganização dos Serviços Geográficos do Exército.
Em 1934, foi ocupar a posição de chefe do estado-maior em Angola, tendo sido, no entanto, forçado a demitir-se deste cargo e regressar à metrópole em 1937, devido ao facto de sofrer paralisia progressiva; devido a esta doença, foi reformado no dia 1 de Agosto de 1938.

### Carreira civil
Após a sua passagem à reforma, fixou-se em Lagos, sendo já viúvo; dedicou-se, então, ao ensino, inicialmente como explicador, e depois como membro do Grupo Leccionista, que pretendia minorar os problemas decorrentes da falta de um estabelecimento de ensino liceal em Lagos. Também participou na elaboração de vários eventos na cidade, destacando-se a sua intervenção na cerimónia de inauguração da Avenida da Guiné. Colaborou igualmente em diversas publicações até ao seu falecimento, como a Revista Militar, o Jornal de Lagos, periódicos de Luanda, o boletim da Escola Central de Oficiais, a Gazeta de Matemática, Livro de Ouro da Infantaria, e a Grande Enciclopédia Portuguesa e Brasileira.

### Casamento e morte
Casou com Maria José Guerreiro Tello, e teve duas filhas, Maria Amélia Tello Rato, casada com Afonso Eduardo Martins Zúquete, Oficial da Ordem Militar de Cristo a 13 de Novembro de 1943, e Maria José Guerreiro Tello Rato, e um filho, Raul Frederico Tello Rato, também Tenente-Coronel, Cavaleiro da Ordem Militar de Avis a 28 de Setembro de 1981.
Raul Frederico Rato faleceu em Lagos, em 4 de Março de 1950.

## Prémios e homenagens
Recebeu diversos louvores durante a sua carreira militar, tendo sido condecorado cinco vezes com a Medalha de Ouro de Bons Serviços, uma com Palma, Medalha Comemorativa das Campanhas, Medalha da Vitória, Medalha de Mérito da Cruz Vermelha, Medalhas de 1.ª e 2.ª Classes de la Orden del Mérito Militar de Espanha, e uma Medalha de Ouro de Comportamento Exemplar.
Também foi homenageado, quando ainda Major, com os graus de Cavaleiro da Ordem Militar de Cristo a 28 de Junho de 1919, Oficial da Ordem Militar de Avis a 31 de Dezembro de 1920, Comendador da Ordem Militar de Avis a 14 de Outubro de 1929 e Oficial da Ordem Militar de Sant'Iago da Espada a 6 de Julho de 1934.
O seu nome foi, em 23 de Junho de 1993, colocado numa rua da Freguesia de Santa Maria, no Concelho de Lagos.